# Reinhold Hohn
Reinhold Hohn (* 15. Juni 1948 in Tilleda) ist ein deutscher Politiker (FDP).

## Leben und Beruf
Nach der Schule absolvierte Hohn von 1964 bis 1966 an der Berufsschule in Zweibrücken eine Ausbildung zum Großhandelskaufmann. Er arbeitete in einem Gärtnereibetrieb, bis er sich 1986 mit einer eigenen Gärtnerei selbständig machte. Er ist verheiratet und hat zwei Kinder.

## Politik
Im Jahr 1971 trat Hohn in die FDP ein. Seit 1997 ist er im Landesvorstand der FDP Rheinland-Pfalz vertreten.
In den Stadtrat von Hornbach wurde er im Jahr 1984 gewählt, 1994 wurde er Bürgermeister der Stadt. Das Ehrenamt hatte er bis zum Juli 2024 inne. Zu seinem Nachfolger wurde sein Sohn Thomas Hohn gewählt.
Hohn wurde am 18. Mai 2001 als Nachfolger für Günter Eymael Mitglied des Landtags von Rheinland-Pfalz. Er war Vorsitzender des Landtagsausschusses für Umwelt und Forsten und Mitglied des Innenausschusses sowie der Enquete-Kommission „Kommunen“. Er blieb Abgeordneter bis zum Ende der Wahlperiode im Jahr 2006.